# Pierre Lindstedt
Pierre Ernst Vilhelm Lindstedt (nacido el 15 de agosto de 1943) es un actor sueco.  Ha aparecido en más de 50 películas y programas de televisión desde 1966. Es hijo del actor Carl-Gustaf Lindstedt.

## Filmografía seleccionada
- Ormen (1966)
- Los emigrantes (1971)
- La nueva tierra (1972)
- The Man Who Quit Smoking (1972)
- Emil och griseknoen (1973)
- T. Sventon praktiserande privatdetektiv (1989)
- Lotta flyttar hemifrån (1993)
- Drömkåken (1993)
- Mysteriet på Greveholm (1996)
- Jag är din krigare (1997)
- Kalle Blomkvist och Rasmus (1997)
- Beck – Advokaten (2006)
- Oskyldigt dömd (2008) (TV)
- Superhjältejul (2009) (TV)
- Mysteriet på Greveholm: Grevens återkomst (2012)